# Jelgava Gymnasium
Jelgava Gymnasium eller Academia Petrina (lettisk: Jelgavas akadēmiskā ģimnāzija) er den ældste uddannelsesinstitution i Letland indenfor højere uddannelser. Det blev etableret i 1775 i Mitau (i dag Jelgava), dengang hovedstaden i Hertugdømmet Kurland og Semgallen, af hertug Peter von Biron. Efter Polens tre delinger kom Mitau til at ligge i Det Russiske Kejserrige, og gymnasiet ansøgte uden held om at blive et universitet. På trods af dette, blev det et vigtigt kulturelt omdrejningspunkt ikke kun for letter, men også for litauere. Under 1. verdenskrig blev gymnasiet evakueret til Taganrog i Rusland, mens dets 42.000 bind blev afbrændt af Bermondthæren. Under 2. verdenskrig blev den historiske skole næsten fuldstændig ødelagt, hvorfor det blev genetableret i nye lokaler. I dag fungerer gymnasiet som et almindeligt gymnasium (lettisk: Jelgavas 1. ģimnāzija).

## Kendte studenter
Gymnasiets studenter omfattede de lettiske præsidenter Jānis Čakste og Alberts Kviesis, Litauens præsident Antanas Smetona, de litauiske premierministre Ernestas Galvanauskas og Mykolas Sleževičius, den lettiske folklorist Krišjānis Barons, den lettiske filolog Kārlis Mīlenbahs, den lettiske poet Aspazija og den litauiske forfatter Gabrielė Petkevičaitė-Bitė.